# Liste der Wingolfsverbindungen
Die Liste der Wingolfsverbindungen enthält die aktiven, vertagten und erloschenen Studentenverbindungen im Wingolfsbund.

## Aktive Verbindungen
Die Sortierung erfolgt nach dem Hochschulort.
| Name                                                 | Gründung | Farben                   | Wappen | Zirkel                          | Verbindungshaus | Anmerkungen |
| ---------------------------------------------------- | -------- | ------------------------ | ------ | ------------------------------- | --------------- | ----------- |
| Wingolfsverbindung Chattia zu Aachen                 | 1952     | weiß-gold-rot            |        |                                 |                 |             |
| Berliner Wingolf                                     | 1843     | schwarz-weiß-gold        |        |                                 |                 |             |
| Bonner Wingolf                                       | 1841     | schwarz-weiß-gold        |        |                                 |                 |             |
| Clausthaler Wingolf Catena                           | 1950     | schwarz-weiß-gold (v.u.) |        |                                 |                 |             |
| Darmstädter Wingolf                                  | 1899     | schwarz-weiß-gold        |        |                                 |                 |             |
| Erfurter Wingolf Georgia                             | 1997     | karmesinrot-weiß-gold    |        |                                 |                 |             |
| Erlanger Wingolf                                     | 1850     | schwarz-weiß-gold        |        |                                 |                 |             |
| Frankfurter Wingolf                                  | 1919     | violett-weiß-gold        |        |                                 |                 |             |
| Freiburger Wingolf                                   | 1911     | schwarz-weiß-gold        |        |                                 |                 |             |
| Gießener Wingolf                                     | 1852     | schwarz-weiß-gold        |        |                                 |                 |             |
| Göttinger Wingolf                                    | 1867     | schwarz-weiß-gold        |        |                                 |                 |             |
| Hallenser Wingolf                                    | 1844     | schwarz-weiß-gold        |        |                                 |                 |             |
| Hamburger Wingolf                                    | 1919     | schwarz-weiß-gold        |        |                                 |                 |             |
| Hannoverscher Wingolf                                | 1919     | violett-weiß-gold        |        |                                 |                 |             |
| Heidelberger Wingolf                                 | 1851     | kornblumenblau-weiß-gold |        |                                 |                 |             |
| Hohenheimer Wingolf-Verbindung Fraternitas Academica | 1947     | blau-weiß-gold           | -/-    |                                 |                 |             |
| Jenenser Wingolf                                     | 1921     | schwarz-weiß-gold (v.u.) |        |                                 |                 |             |
| Karlsruher Wingolf                                   | 1898     | schwarz-weiß-gold        |        |                                 |                 |             |
| Kieler Wingolf                                       | 1892     | rot-weiß-gold            |        |                                 |                 |             |
| Kölner Wingolf                                       | 1920     | schwarz-weiß-gold        |        |                                 |                 |             |
| Leipziger Wingolf                                    | 1855     | schwarz-weiß-gold        |        |                                 |                 |             |
| Mainzer Wingolf                                      | 1949     | schwarz-weiß-gold        |        | Zirkel des Mainzer Wingolfs.svg |                 |             |
| Mannheimer Wingolf                                   | 1953     | schwarz-weiß-gold        |        |                                 |                 |             |
| Marburger Wingolf                                    | 1847     | grün-weiß-gold           |        |                                 |                 |             |
| Clausthaler Wingolf zu Marburg                       | 1921     | schwarz-weiß-gold (v.u.) |        |                                 |                 |             |
| Münchener Wingolf                                    | 1896     | schwarz-weiß-gold        |        |                                 |                 |             |
| Münsterscher Wingolf                                 | 1903     | rot-weiß-gold            |        |                                 |                 |             |
| Rostocker Wingolf                                    | 1850     | schwarz-weiß-gold        |        |                                 |                 |             |
| CDStV Nibelungen zu Siegen im Wingolfsbund           | 1962     | blau-weiß-rot            |        |                                 |                 |             |
| Stuttgarter Wingolf                                  | 1900     | schwarz-weiß-gold        |        |                                 |                 |             |
| Arminia Dorpatensis (Tartu)                          | 1850     | schwarz-weiß-altgold     |        |                                 |                 |             |
| Tübinger Wingolf                                     | 1864     | schwarz-weiß-gold        |        |                                 |                 |             |
| Wingolf zu Wien                                      | 1928     | rot-weiß-grün            |        |                                 |                 |             |
| Wingolfsverbindung Chattia zu Würzburg               | 1931     | rot-weiß-gold            |        |                                 |                 |             |

## Vertagte und erloschene Verbindungen
Die Sortierung erfolgt nach dem Hochschulort.
| Name                                                     | Gründung | Farben                 | Wappen | Zirkel | Verbindungshaus | Anmerkungen                                                                     |
| -------------------------------------------------------- | -------- | ---------------------- | ------ | ------ | --------------- | ------------------------------------------------------------------------------- |
| Wingolf an der Handelshochschule Berlin                  | 1924     | schwarz-weiß-gold      |        |        |                 | gegründet als Tochterverbindung des Charlottenburger Wingolf, 1932 fusioniert   |
| Charlottenburger Wingolf (Berlin)                        | 1894     | schwarz-weiß-gold      |        |        |                 | gegründet als Tochterverbindung des Berliner Wingolf 1955 wiedervereinigt       |
| Bochumer Wingolf                                         | 1967     | blau-weiß-gold         | -/-    |        |                 | vertagt                                                                         |
| Braunschweiger Wingolf                                   | 1949     | schwarz-weiß-gold      |        |        |                 | Die Tradition wird vom Hannoverschen Wingolf weitergeführt                      |
| Bremer Wingolf                                           | 1998     | schwarz-weiß-gold      |        |        |                 | vertagt                                                                         |
| Breslauer Wingolf                                        | 1871     | schwarz-weiß-gold      |        |        |                 | Die Tradition wird vom Mainzer Wingolf weitergeführt                            |
| Wingolf an der Technischen Hochschule Breslau (Br II)    | 1919     | dunkelgrün-silber-gold |        |        |                 | gegründet als Tochterverbindung des Breslauer Wingolf; 1924 wiedervereinigt     |
| Danziger Wingolf                                         | 1923     | schwarz-weiß-altgold   |        |        |                 | Philisterverein am 9. Februar 2008 aufgelöst                                    |
| Dortmunder Wingolf                                       | 1962     | rot-weiß-gold          | -/-    |        |                 | vertagt                                                                         |
| Dresdner Wingolf                                         | 1924     | schwarz-weiß-gold      |        |        |                 | Die Tradition wird von der Wingolfsverbindung Chattia zu Würzburg weitergeführt |
| Wingolfsverbindung Chattia zu Fulda                      | 1981     | gold-weiß-altgrün      |        |        |                 | vertagt                                                                         |
| Greifswalder Wingolf                                     | 1867     | schwarz-weiß-gold      |        |        |                 | Die Tradition wird vom Clausthaler Wingolf zu Marburg weitergeführt             |
| Hohenheimer Wingolf                                      | 1922     | rot-weiß-gold          |        |        |                 | erloschen; Nachfolger: Hohenheimer Wingolf-Verbindung Fraternitas Academica     |
| Wingolf Palatia zu Kaiserslautern                        | 1985     | schwarz-weiß-gold      |        |        |                 | Die Tradition wird vom Heidelberger Wingolf weitergeführt                       |
| Königsberger Wingolf                                     | 1903     | schwarz-weiß-gold      |        |        |                 | Die Tradition wird vom Hallenser Wingolf weitergeführt                          |
| Münchener Wingolf an der Technischen Hochschule (Mch II) | 1901     | schwarz-weiß-gold      |        |        |                 | gegründet als Tochterverbindung des Universitätswingolf; 1908 wiedervereinigt   |
| Nürnberger Wingolf                                       | 1925     | schwarz-weiß-gold      |        |        |                 | vertagt                                                                         |
| Osnabrücker Wingolf                                      | 1983     | weiß-schwarz-gold      |        |        |                 | vertagt                                                                         |
| Saarbrücker Wingolf                                      | 1957     | blau-weiß-gold         |        |        |                 | vertagt                                                                         |
| Argentina Straßburg                                      | 1857     | schwarz-weiß-gold      |        |        |                 | Die Tradition wird vom Frankfurter Wingolf weitergeführt                        |
| Wingolf Nibelungen zu Tübingen                           | 1928     | violett-weiß-gold      |        |        |                 | Gegründet als Tochterverbindung des Tübinger Wingolf;1948 wiedervereinigt       |